# Hajdosz
Hajdosz (ukr. Гайдош) – wieś na Ukrainie. Należy do rejonu użhorodzkiego w obwodzie zakarpackim i liczy 454 mieszkańców.